# Azuébar
Azuébar là một đô thị trong tỉnh Castellón, Cộng đồng Valencia, Tây Ban Nha. Đô thị Azuébar có diện tích 23,4 km², dân số theo điều tra năm 2010 của Viện thống kê quốc gia Tây Ban Nha là 345 người. Đô thị Azuébar nằm ở khu vực có độ cao 298 mét trên mực nước biển. Cự ly so với Valencia là 61 km.